# Eubazus shishiniovae
Eubazus shishiniovae är en stekelart som beskrevs av Van Achterberg 2000. Eubazus shishiniovae ingår i släktet Eubazus och familjen bracksteklar. Inga underarter finns listade i Catalogue of Life.